# Corrupião
O corrupião (Icterus jamacaii), também conhecido como concriz, sofrê, sofreu ou xofreu é uma espécie de pássaro da família Icteridae. É uma espécie endêmica do Brasil. Seu canto é muito melodioso e possui a notável capacidade de imitar cantos de outras aves, além de sons musicais.

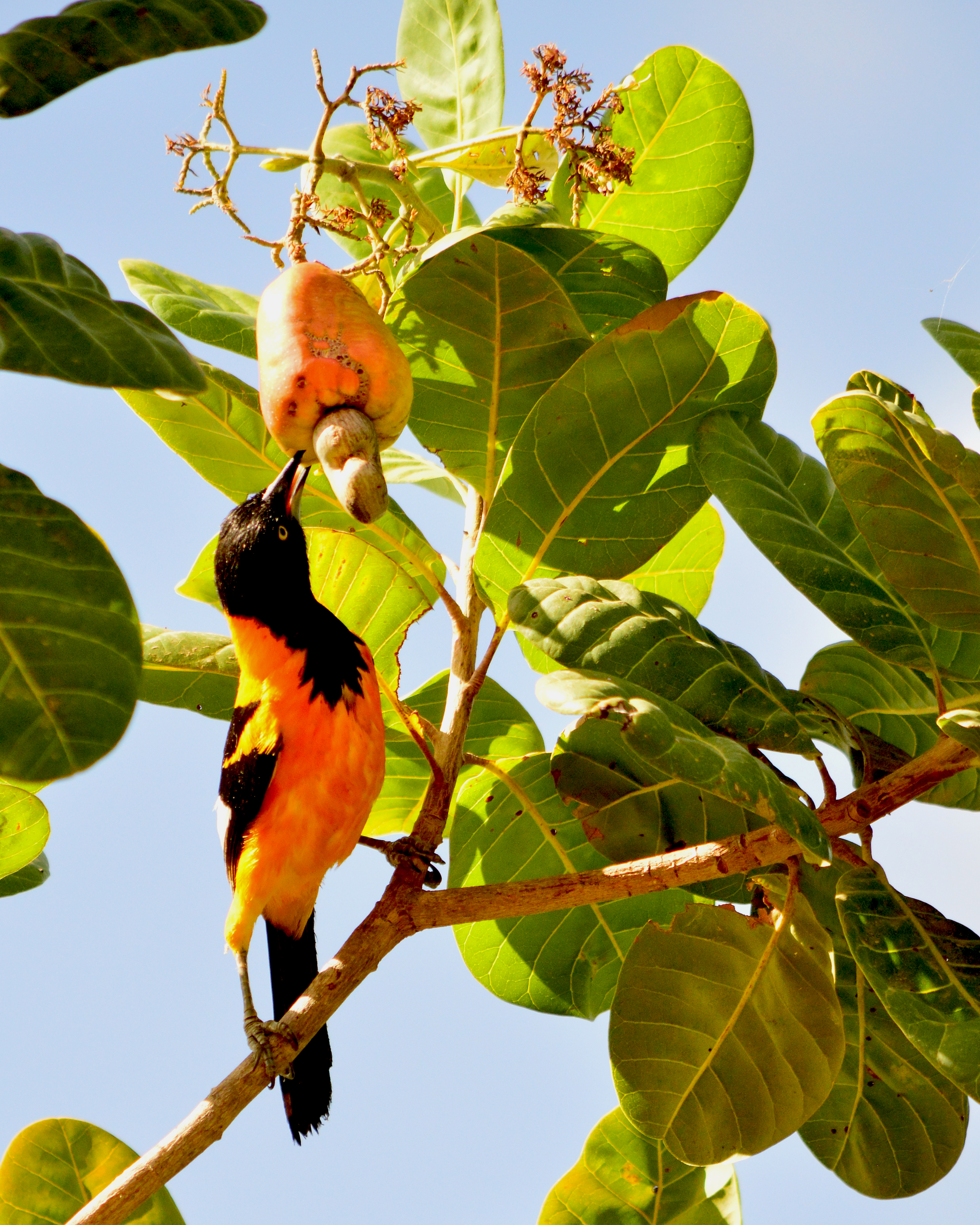
Corrupião

## Etimologia
Seu nome científico Icterus jamacaii vem do grego íkteros (ἴκτερος), amarelo, e do tupi îamakaîy, nome nativo da ave.

## Características
Este pássaro quando adulto mede entre 23 e 26 centímetros de comprimento, o macho tem peso médio de 67,3 gramas e a fêmea de 58,5 gramas. Os indivíduos jovens apresentam plumagem amarelada, em contraste com adultos, que possuem coloração geral alaranjada e preta, sendo a parte inferior do peito laranja intensa(as vezes quase vermelho), capuz e dorso pretos, e asas pretas com manchas brancas visíveis. O bico é longo, pontiagudo, de cor escura, e as pernas e os dedos são acinzentados. É praticamente inexistente o dimorfismo sexual nesta espécie.
O Icterus jamacaii possui um belíssimo canto, que é um dos principais motivos para sua criação em cativeiro, e tem a capacidade de imitar o canto de outras aves, ou outras melodias que se lhe ensine.

## Distribuição e habitat
Ocorre exclusivamente nas regiões Nordeste, parte do Centro-Oeste e Sudeste do Brasil, sendo uma espécie endêmica do país. Lentamente vem se aproximando para o leste do Pará, causado pelo desmatamento que cria áreas abertas e secas, favorecendo o corrupião. Isso além de ser um sinal negativo do desflorestamento da região Amazônica, pode causar danos à outras aves, pois o corrupião costuma invadir o ninho de outros pássaros e comer seus ovos.
Existem relatos da suposta ocorrência do Icterus jamacaii na Argentina, Bolívia, Colômbia, Equador, Guiana Francesa, Peru e Venezuela, porém muitas vezes são resultado de identificação errônea e até mesmo prováveis solturas no local, uma vez que os membros da família Icteridae são similares e possuem distribuição ampla na América do Sul e América Central.
Habita campos arborizados, cerrado, catinga, regiões abertas e secas. É comum pousar em cactáceas nas áreas da caatinga, e povoar em bordas de florestas e clareiras, nos locais mais úmidos. Nos locais mais secos, de cerrado e caatinga, procura avidamente as fontes de água, tanto para matar a sede como para tomar banho.

## Ecologia

### Alimentação
É onívoro, alimenta-se a várias alturas, com preferência para a vegetação mais baixa. Consomem frutos, sementes, insetos, aranhas e outros pequenos invertebrados. Comem também néctar de flores e frutos de cactos. Uma curiosidade, é o consumo da flor de ipê-amarelo e mulungu, que atuam na coloração de sua plumagem.
O corrupião pode se tornar um problema em regiões em que antes não habitava, por invadir e se alimentar também, de ovos de ninhos de outras espécies.

### Reprodução
Reproduz entre a primavera e verão, atinge a maturidade sexual de 18 a 24 meses. Pode construir seu próprio ninho, mas costuma ocupar ninhos de outras espécies para procriar (ex.: bem-te-vi e joão-de-barro), cada ninhada geralmente tem entre 2 e 3 ovos, e 14 dias de incubação.

### Ameaças
Por ser apreciada pela beleza e canto, as principais ameaças são a caça indiscriminada e tráfico de animais silvestres, assim como a destruição de seu habitat.

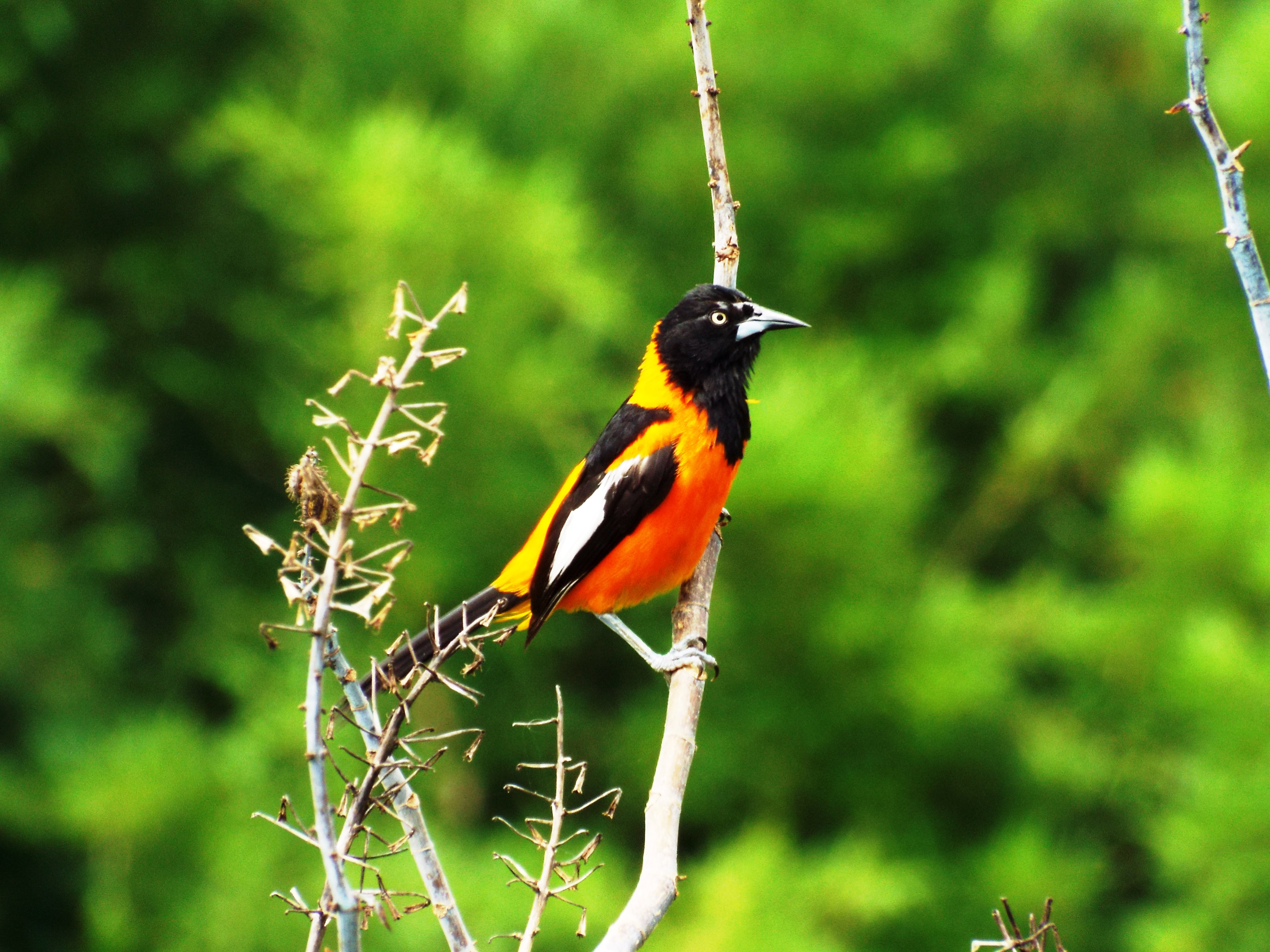
Corrupião

## Comportamento
O corrupião vive em pares, não costuma acompanhar bandos mistos de aves. Podem se postar de modo estranho quando cantam, ficando de cabeça para baixo, esticando o pescoço para cima ou eriçando as penas. Tem o hábito de invadir ninhos de outras espécies, expulsando os donos e jogando para fora seus ovos ou suas crias. Mas criadores do Icterus jamacaii, alegam ser mansos quando criados em cativeiro. Podem porém dar bicadas mas não chegar a machucar.